# Våld i nära relationer
Våld i nära relationer (även kallat våld i hemmet eller partnervåld) är psykiskt, fysiskt, sexuellt, materiellt och/eller ekonomiskt våld som sker inom den privata sfären. Begreppet omfattar alla våldsamma övergrepp som äger rum i privat miljö och mellan människor som har eller har haft känslomässiga och nära relationer till varandra. Våld i nära relationer drabbar kvinnor, män och barn inom såväl särkönade som samkönade förhållanden. Misshandel i kärleksrelationer anses i regel börja med en normaliseringsprocess där offret gradvis utsätts för psykning, annars hade inte gärningspersonen kunnat fortsätta (se Normaliseringsprocessen).
Begreppet våld i nära relationer omfattar, men är inte begränsat till, alla övergrepp som är kriminaliserade enligt den straffrättsliga lagstiftningens förbud mot våld mot enskilda personer, exempelvis misshandel, sexuella övergrepp, ofredande, ärekränkning och förtal, kvinnofridskränkning, dråp och mord. Psykisk misshandel är olaglig om medicinsk effekt går att påvisa och kan bli en egen brottsrubricering i närtid. I Sverige regleras detta i brottsbalken. Brotten är i de flesta länder kriminaliserade även när de förekommer i privat miljö och kan leda till att åtal väcks. Det finns dock viss internationell variation bland annat i synen på fysisk bestraffning av barn, i många länder är barnaga ännu inte olagligt.
Enligt Socialtjänstlagen (5 Kap. 11 §) har socialtjänsten ett ansvar för att ge stöd och hjälp till personer som utsatts för våld i nära relation, stöd och hjälp att förändra situationen samt stöd och hjälp till inblandade barn. Vidare har socialtjänsten ett ansvar för att verka för att gärningspersonen förändrar sitt beteende (5 Kap. 11a §). Stödet ges oavsett om våldet får rättsliga följder eller inte. Socialtjänstlagens ansvar är inte begränsat till att röra utsatthet för fysiskt eller sexuellt våld utan även psykiskt, materiellt och ekonomiskt våld omfattas av lagen.
Utsatta kan få stöd i att lämna relationen och eventuellt få akutboende till sig själva, sina barn och ibland även husdjur via kvinnojourer eller mansjourer, s.k. skyddat boende kan beviljas enligt Socialtjänstlagen. I Sverige drivs den nationella stödtelefonen Kvinnofridslinjen av Akademiska sjukhuset och Nationellt centrum för Kvinnofrid (NCK) på uppdrag av regeringen. Kvinnofridslinjen är bemannad dygnet runt, året runt, är kostnadsfri och syns inte i telefonräkningen.

## Normaliseringsprocessen[2][9]
Våld i nära relationer börjar i regel med en gradvis nedbrytning av offrets självkänsla och självtillit genom psykisk misshandel, manipulation och vad som utifrån sett är orimlig kritik (men som av offret kan uppfattas som legitim, då den presenteras med sådan övertygelse) innan våldet eventuellt övergår till att också innefatta fysiskt, materiellt och/eller ekonomiskt våld. Psykisk misshandel kan också användas ensamt; denna form har beskrivits som den som är värst och mest oförutsägbar för offret av sociologiprofessorn Evan Stark (förebilden för den brittiska lagstiftningen mot psykisk misshandel) och har liknats vid en slags hjärntvättning. Det som börjar som små kommentarer kan övergå i att ta över offrets tillvaro. Om relationen börjat med uttalat våld hade det inte varit möjligt för gärningspersonen att upprätthålla den. En gradvis upptrappning kan dock förvandla våldet till ett normaltillstånd där offret inte förstår vidden av vad som pågår. Eftersom det inte är normalt är social isolering ett viktigt verktyg för gärningspersonen.
Fysiskt våld tenderar att vidmakthållas med hjälp av det psykiska (likt "du är ju socialt oacceptabel... du har missat att ta med presenter till.../du är självisk innerst inne, du bar dina egna kassar först/jag vet vem du egentligen är/du kan inte bete dig/ingen tycker om dig egentligen... vadå, alla tycker ju att du är knäpp, de är bara artiga nog att inte säga det till dig"). Även gradvis isolering från familj, vänner och ibland även arbete (inte sällan genom att gärningspersonen letar fel hos dessa), liksom gaslighting (att ifrågasätta offrets tankar, gömma saker, "du är så glömsk", eller iscensätta situationer som förvirrar), kan användas för att offret ska tappa perspektivet och binda sin verklighetsuppfattning till gärningspersonens. Isoleringen minskar också omgivningens insyn i vad som egentligen försiggår. Försök till fritt tänkande och känslomässiga reaktioner på den psykiska misshandeln kan vändas emot den utsatte som "bevis" för att hen är psykiskt instabil (“se, du ändrar ju dig hela tiden, ena sekunden håller du med, den andra inte”, "titta, du slog näven i kudden, det är ju du som är knäpp, inte jag"). Vissa gärningspersoner kan också hota med att ta livet av sig om den som utsätts vill lämna relationen (se Riskfaktorer). Exempel på varningssignaler kan vara att den utsatta personen ändrar på sitt utseende, beskriver sig som klumpig, knäpp eller glömsk om frågor om blåmärken eller händelser som fått utomstående att reagera dyker upp, att hen umgås mindre med sina vänner eller familj en tid efter att en relation inletts eller att personen verkar förändrad i övrigt.
När det gäller hedersvåld så är förfarandet däremot normaliserat och godkänt (sanktionerat) inom gruppen varpå mekanismerna brukar se annorlunda ut (se Skillnader mellan hedersvåld och våld i nära relationer).

## Terminologi
I vardagligt tal används även begrepp som kvinnomisshandel, mäns våld mot kvinnor och partnervåld. Våld i nära relationer är en allmängiltig term som omfattar alla former av våld i nära relationer oavsett förövarens eller offrets kön. Med misshandel avses både fysisk och psykisk misshandel. 

### Skillnader mellan hedersvåld och våld i nära relationer
Hedersvåld är vanligen kollektivt baserat och gärningspersonerna är flera till antalet, medan i andra brott i nära relationer är det vanligaste med en enskild gärningsperson som möts av omgivningens avståndstagande om det uppdagas. 
Gärningspersoner som utövar våld mot närstående som inte är hedersvåld kan ha en samsjuklighet mellan olika former av personlighetssyndrom, depression, paranoida idéer eller missbruk. Vissa personlighetssyndrom kan negativt påverka effekten av de olika behandlingsmetoder som har syftet att minska gärningspersonens benägenhet till våld (undantaget EIPS).
Gärningspersoner av hedersvåld visar ofta stolthet för sitt handlande och får respekt för det i gruppen. I övrigt våld i nära relationer ändrar gärningsmannen beteende direkt efter våldet och känner vanligtvis ånger, såvida det inte finns en allvarlig personlighetsproblematik bakom (syndrom av antisocial eller narcissistisk typ verkar svårbehandlade i sammanhanget då dessa gärningspersoner sällan vill se eller kännas vid felen i sina beteenden).
Incidenter med hedersvåld är oftast planerade och förberedda, men inom nära relationer sker annat våld sällan med planering.
Gärningsmännens närstående uppvisar ofta stora skillnader i attityder. Inom hedersvåld visar närstående lojalitet med och sin uppskattning gentemot gärningspersonerna kan sträcka sig utanför släkten eller klanen. I relationsvåld fördömer närstående oftast gärningarna.

#### I svensk lag
I Sverige regleras hedersvåld och annat våld i nära relationer av samma lagstiftning. Dock kan hedersrelaterade motiv beaktas som en försvårande omständighet enligt justitieutskottets tolkning av 29 kap. 2 § brottsbalken, om skyddslös persons ställning har utnyttjats eller om brottet varit ägnat att skada ett barns trygghet och tillit till närstående. Flera motioner om lagskärpning för brott som grundas i heder har röstats ned av riksdagen, och beskrivs av kritiker som förslag till särlagstiftning riktad mot människor från Mellanöstern. 2023 slog dock hovrätten fast att mordet på en svensk kvinna var hedersrelaterat; hedersbegreppet är i juridiska sammanhang inte knutet till de inblandades härkomst eller religion. Regeringens utredare Carin Götblad föreslog 2014 att huruvida hedersrelaterade motiv för ett brott ska utgöra en försvårande omständighet av straffvärdet behöver utredas närmare.

## Riskfaktorer
Polismyndigheten har identifierat följande faktorer som ökar risken för att partnern kan utsättas för grovt partnervåld:
- Kontrollerande beteende eller svartsjuka.
- Allvarligt och/eller upptrappat våld.
- Misstänkt tillgång till vapen.
- Förekomst av strypvåld.
- Överträdelse av kontaktförbud.
- Gärningspersonen hotar med att ta livet av sig (eller att det finns kännedom om detta).
- Psykisk ohälsa/missbruk.
- Pågående separation, uppbrott eller vårdnadstvist.
- Hedersnormer.
- Kriminell belastning.
- Partnerns egen rädsla.
- Graviditet.

Enligt Rättsmedicinalverket sker ca 40% av dödligt partnervåld i uppbrottsfasen och männen är ofta, men inte alltid, ostraffade sedan tidigare.

## Uppkomst

### Den socioekologiska förklaringsmodellen[18]
I slutet av 1990-talet tog Lori Heise fram en modell som skulle visa på hur flera teorier och anledningar till partnervåldet kunde rymmas inom samma förklaringsmodell. Denna kom att kallas för den integrativa socioekologiska modellen och kan ses som en förklaring till hur förövarens risk för att utsätta någon närstående för våld samspelar mellan olika kontextnivåer och med den utsattas sårbarhet att drabbas av partnervåld. Denna risk och sårbarhet brukar förklaras genom risk- och sårbarhetsfaktorer. Med riskfaktorer avses en eller flera faktorer hos partnervåldsförövare som ökar risken för att hen brukar partnervåld, exempelvis ett alkoholmissbruk då berusning ökar risken för partnervåld. Sårbarhetsfaktorer finns hos den som utsätts. De ökar risken för att utsättas för partnervåld. Det kan exempelvis vara att den utsatta saknar tillräckligt med stöd och hjälp, antingen av nära och kära, eller av samhälleliga funktioner. Det kan gälla avsaknad av skyddat boende eller brist på informationen hur och när kontakt med myndigheter ska ske.
Den socioekologiska modellen förklarar våldet utifrån fyra nivåer; strukturell, samhällelig, relationell och individuell nivå.

#### Den strukturella nivån[18]
På strukturnivån finns faktorer såsom grad av jämställdhet mellan könen generellt och vilka lagar ett land har riktat mot partnervåld, vilket i sin tur kan hänvisa till den generella synen rent strukturellt är gentemot partnervåld i stort.
Mansdominerade strukturer kan skilja sig åt beroende på var i världen man befinner sig. Det som kan ses som gemensamt för dessa är dock att kvinnan traditionellt sett är underordnad i en familjestruktur och har en därför en tendens att ses som männens föremål att äga. Männen anpassar sig till överordnade rollen och stödjer på så vis de könsroller som finns inom strukturerna i samhället. Kvinnornas lägre rang ses då som både normalt och förväntat och blir då mer sårbar för partnervåld då lagarna i landet är mer förlåtande mot vissa typer av våldshandlingar. Dessa former av våld behöver inte ses som något brott utan mer ett led i männens uppgift att kontrollera eller tillrättavisa när fel eller misstag görs. Forskare har även funnit att om kvinnor har mer kontroll över sina pengar och tar egna beslut så kan det resultera i känslan och uppfattningen av att de inte är lika beroende av männen som tar hand om dem, kan leda till att männen känner sig hotade då deras kontroll och högre rang inte längre kan ses som självklar. Länder som har strukturer som begränsar kvinnors frihet, genom exempelvis rätten till utbildning och därigenom en högre grav av självständighet, är länder som rapporterar högre grad av partnervåld i jämförelse med det motsatta.
Sammanfattningsvis kan den strukturella acceptansen av användandet av våld i vissa situationer, vilket återspeglas bland de lagar och normer som styr ett land, kunna vara en förklaring till varför utsattheten för partnervåld är högre i områden som saknar helt eller har svaga lagar mot partnervåld.

#### Den samhälleliga nivån[18]
På den samhälleliga nivån finns faktorer såsom de samhälleliga nivåerna av fattigdom, arbetslöshet, integration men också grannskapet och det sociala nätverket och huruvida detta återspeglar synen på acceptansen av partnervåld.
Arbetslöshet kan leda till en ökad risk att utsättas för partnervåld. En anledning som föreslås är att arbetslösa män tillbringar mer tid hemma vilket kan leda till större risk att bråka och skapa konflikter. Vidare kan även arbetslöshet leda till en ekonomisk stress vilket påverkar konflikthanteringsförmågor och banden till familjen. Nivåerna av arbetslöshet i samhället kan också leda till en sämre ekonomi och hushåll som lever i fattigdom är de som drabbas mest av partnervåld. Det finns även samband mellan arbetslöshet och alkoholintag. När den manliga arbetslösheten är högre dricker sig även männen berusade i högre utsträckning, vilket i sin tur kan leda till ökad utsatthet för kvinnorna de har en relation med.
Den fattigdom som arbetslöshet kan föra med sig kan påverka hur de boende reagerar på partnervåldet, då partnervåld har större risk att inträffa i mer ogynnsamma boendeförhållanden på grund av att invånarna är mer socialt isolerade från varandra. Denna isolering innebär att de som utsätts för partnervåld inte kan utgå från att få något stöd av sina grannar då det kan betraktas som varje hushålls enskilda och privata sak att ta uti med.
Sammanfattningsvis är samhällets nivå av arbetslöshet och fattigdom exempel på en grund till olika vägar som kan leda fram till att partnervåld sker.

#### Den relationella nivån[18]
På relationsnivån finns faktorer såsom bristen på konflikthantering, exempelvis en persons bristande förmåga att hantera konflikter inom sin relation vilket kan leda till irritation och ilska när kommunikationen brister.
Bristande förmåga att hantera ett relationsbråk är en riskfaktor för att bråket ska trappas upp till partnervåld. Hushållets dåliga ekonomi kan också öka risken då stressen av att inte ha några pengar skapar oro i förhållandet. Detta i sin tur kan leda till frustration och en känsla av otillräcklighet hos männen. Denna känsla av otillräcklighet kan även återfinnas i den strukturella nivån där detta grundar sig i den strukturellt fördefinierade roll mannen har som hushållets överhuvud och försörjare. Rollen som hushållets försörjare har även visat sig öka risken för partnervåld i relationer där enbart kvinnan arbetar medan mannen är arbetslös. I de fall där enbart mannen arbetade var risken något lägre för utsatthet än om båda arbetade. Risken för utsatthet minskar också i de relationer där mannen och kvinnan bestämmer saker ihop och ansvarar för ekonomin tillsammans. I dessa relationer utan någon enväldig härskare rapporteras det också lägre nivåer av relationella bråk och även lägre nivåer av partnervåld.
Sammanfattningsvis är en icke-jämställd relation där mannen har bristande förmåga att hantera konflikter två av de relationella faktorerna som kan förklara att partnervåld sker.

#### Den individuella nivån[18]
På individnivån kan vi finna biologiska faktorer exempelvis kön då vi kan se att tidigare forskning visat på att utsatta kan besitta en sårbarhetsfaktor genom att helt enkelt vara kvinna. Andra faktorer såsom missbruk och psykisk ohälsa kan agera både som en riskfaktor hos förövaren men även en sårbarhetsfaktor hos den utsatta. Att uppleva eller utsättas för våld i barndomen ökar sannolikheten att personen kommer använda sig av våld i kommande relationer i vuxen ålder. En anledning kan vara att genom att växa upp i ett våldsamt hem får barn en uppfattning om att den typen av beteende är okej. Genom att se våldet utföras i hemmet så kan barn lära sig att vara våldsamma. Vidare kan tidigare utsatthet i barndomen leda till psykologiska störningar som i kombination med riskfaktorer på de tre övriga nivåerna i denna modell kan leda till våldsamhet och aggressivitet.
Att ha beteendestörningar eller ett antisocialt beteende kan också kopplas till en problematisk alkoholkonsumtion och bli en stark riskfaktor för partnervåld. De personer som har denna kombination av riskfaktorer utgör också en större risk att utföra allvarligare former av partnervåld. Risken ökar också när ena eller båda personerna i relationen har problem med alkohol i jämförelse med relationer där ingen dricker. Exempelvis uppskattade över hälften av de utsatta att förövaren hade druckit innan partnervåldet inträffade i USA och i 65 procent av fallen i Sydafrika. För att ytterligare belysa risken med det problematiska drickandet löper den utsatta 11 gånger högre risk för våld i de fall förövaren har druckit jämförelse med de dagar hen är nykter.
Sammanfattningsvis kan den individuella nivån beskrivas som faktorer som förövaren eller den utsatta besitter vilket kan vara ett resultat av de faktorer personen besitter i de övre nivåerna.

## Förekomst
Såväl svenska som internationella undersökningar har visat att partnervåld är ett allvarligt samhällsproblem.
Enligt Förenta Nationerna har en tredjedel av alla kvinnor utsatts för sexuellt alternativt fysiskt våld av sin partner.

### Afghanistan
Enligt 2008 års Global Rights Survey hade 90% av kvinnor i Afghanistan utsatts för våld i hemmet.

### Arabvärlden
Enligt Förenta Nationerna har 37% av kvinnor i vissa länder i Arabvärlden utsatts för sexuellt alternativt fysiskt våld av sina partners men andelen kan vara högre.

#### Palestina
I Palestina finns inga lagar som kriminaliserar våld mot kvinnor i hemmet eller sexuella övergrepp. Av kvinnor som varit gifta utsattes 17,4 procent på Västbanken och 34,8 procent i Gazaremsan för fysiskt våld i hemmet.

### Italien
Mellan år 2000 och 2012 mördades 2200 kvinnor i Italien, vilket representerade cirka ett mord varannan dag. Tre fjärdedelar (75%) av dessa mördades av sin nuvarande eller tidigare partner.

### Ryssland
I Ryssland uppskattar man att cirka 600 000 kvinnor är utsatta för våld i hemmet årligen och av dessa dör cirka 14 000 kvinnor.

### Sverige
I Sverige utsätts under ett år cirka 2 procent för fysiskt våld från en nuvarande eller tidigare partner. Utsattheten för våld i nära relation noteras ofta som ungefär lika vanlig bland kvinnor och män. På grund av olika fysiska förutsättningar blir konsekvenserna dock helt olika.
Under åren 2008–2013 dödades i genomsnitt per år 13 kvinnor i Sverige av en aktuell eller tidigare partner, ett mångfalt större antal utsätts för icke-dödligt våld.
Enligt Brottsförebyggande Rådets (BRÅ) undersökningar har anmäld misshandel mot kvinnor i Sverige ökat med 34 procent åren 1997-2007. Det finns ett mörkertal; om anmälningsbenägenheten ökar och mängden faktisk misshandel hålls lika (eller minskar i lägre takt) kommer antalet anmälda fall att öka.

## Drabbade

### Kön och våld i nära relationer
Enligt en sammanställning (meta-analys) av 82 studier om parkonflikter (couple-conflict study) från år 2000 är kvinnor lika benägna, eller mer benägna, att använda fysiskt våld mot sin man än vice versa. Tittar man närmare på olika typer av partnervåld framträder emellertid vissa könsskillnader. Vid Common Couple Violence, ett begrepp myntat av forskaren Michael P Johnson, är den totala utsattheten jämnt fördelat mellan könen. När det handlar om så kallad Coercive Controlling Violence eller Abusive power and control(en) (som kan jämföras med grov kvinnofridskränkning i svensk lagstiftning) är kvinnor mer utsatta. I Kanadas "General Social Survey" från 2004 rapporterade 2,6 procent av män i misshandelsförhållanden att de utsatts för den här typen av instrumentellt våld, medan siffran för kvinnor var 4,2 procent.
Sexuellt våld förekommer med både kvinnor och män som förövare. Den vanligaste formen (32 procent) av polisanmälda våldtäkter är sådana inom nära relationer, men mörkertalet är troligen stort. Vid anmälda våldtäkter inom en parrelation är gärningsmannen i en majoritet av fallen man. Vid anmälda våldtäkter av barn under 15 år inom familjen eller släkten är 87 procent av offren flickor och 96 procent av gärningsmännen män. Men en amerikansk studie från 1996 på över tre miljoner barn, tyder på att i så många som 25 procent av fallen av sexuellt våld mot barn har en kvinna varit förövaren. Detta tros dock vara en underrepresentation på grund av underrapportering.
Undersökningar från USA visar att vid mord, oavsett om offret var kvinna eller man, föregicks i 70–80 procent av fallen av att den mördade partnern misshandlades fysiskt av förövaren.

### Barn
Barn till misshandlade föräldrar löper en betydande högre risk att själva bli misshandlade. Misshandlade barn löper även högre risk att själva bli misshandlare i vuxen ålder. Enligt studier av partnervåld har barnen vid 50 procent av tillfällena bevittnat övergreppen. Det händer också att barnen blir indragna i misshandeln, antingen därför att den ena partnern tvingar dem att utöva våld mot den andra, eller genom att barnen försöker gå emellan och stoppa våldet. De flesta barn som misshandlas är pojkar.

## Mäns våld mot kvinnor

### Könsmaktsperspektiv
Våldtäkt och våld i nära relation är två brott där kvinnor är särskilt utsatta och där våldet främst handlar om makt. Tidigare studier beskriver att det främsta syftet med mäns våld mot kvinnor är för att mannen vill uppnå kontroll över kvinnan. Våldet stärker mannens maktposition och begränsar kvinnans handlingsutrymme.
Teologen och sociologen Eva Lundgren menar i sin studie att mäns våld mot kvinnor bör ses i ett “könskulturellt“ perspektiv. Det innebär att våld mot kvinnor inte ses som en avvikande handling för män eller som ett uttryck för patologi.
Yvonne Hirdman, professor i kvinnohistoria beskriver genussystemet som en bas för de sociala, ekonomiska och politiska ordningarna, mannen utgör normen, män är människor och utgör normen för det som är normalt och allmängiltigt.

### Tidigare forskning
I Hans Ekbrands avhandling från 2006 förklarar han mäns våld mot kvinnor delvis med hjälp av rational-choice modellen. Den visar hur våld kan ge män fördelar genom att kvinnan de lever tillsammans med anpassar sitt beteende till de förväntningar och krav som ställs på dem. Våldet sätter kvinnan i en underordnad position vilket automatiskt resulterar i mindre frihet och mer skyldigheter.
Liknande beskrivs i boken Criminology - A Sociological Introduction där kvinnor ofta känner ett tvång att anpassa sig till den osäkra hemmiljön för att förhindra att våldet ökar.

### Statistik
Hela 81% av de anmälningar av misshandelsbrott som vuxna kvinnor gjorde under 2021 begicks av en för brottsoffret bekant person. Statistiken för självrapporterad utsatthet visar att kvinnor i åldern 16-24 år löper störst risk att utsättas för våld. Samma visar statistiken när det kommer till utsatthet för sexualbrott, kvinnor mellan 16 och 24 år löper störst risk att utsättas.
Historiskt visar statistiken att anmälda sexualbrott ständigt ökat sedan mitten av 1980-talet. Mellan 1985 och 1989 fördubblades antalet anmälda sexualbrott från 4098 till 8726 stycken.

### Lagar över tid
I Sverige år 1965 trädde en ny brottsbalk i kraft. Detta innebar ett flertal reformer och lagändringar, varav en specifik gynnade kvinnan, exempelvis kriminaliserades våldtäkt inom äktenskap. Trots lagändringen, prioriterades inte sexualbrottet om våldtäkten skedde inom äktenskapet då man ansåg att det var förmildrande omständigheter när parterna känner varandra eller var bekanta. Först år 1984 förnyades lagstiftningen som medförde att parternas relation innan våldtäkten inte skulle ha någon betydelse för straffmätningen. Detta innebar även att kvinnan fick självbestämmande sexualrätt i lagstiftningen samt att man beslutande att våldtäkt skulle vara könsneutralt.  I mitten av 1960-talet expanderade vänstervågen snabbt över Sverige. Andra vågens feminister kritiserar det patriarkala och mansdominerade samhället och det resulterade i en revolutionerande tid för kvinnorna som successivt gjorde sig oberoende mannen. Det var feministerna som från början synliggjorde våldtäkt och kvinnomisshandel. När våldtäkts frågan kom upp på agendan, skapades det liberala tankar och ideer om våldtäktslagstiftningen och en sexualutredning påbörjades av en grupp som endast bestod av män. Denna utredning var inte vid liv så länge då en ny utredning tillsattes av både kvinnor och män. Under 1970-talet ifrågasatte feministerna straffsystemet och hanteringen av mäns våld mot kvinnor och dess brister . Man ansåg att den stora ojämlikheten mellan könen i samhället påvisades i den privata sfären, där mannen kunde bevisa sin makt och dominans över kvinnan samt få utlopp för sina våldshandlingar. Våldsbrott mot kvinnor har varit i konflikt över tid på grund av att man anser att staten inte ska lägga sig i det privata. Genom åren har straffen för kvinnomisshandel förändrats. Under 70-talet krävdes det att den utsatta (offret) ville driva målet för att gärningspersonen skulle kunna åtalas. 40 år senare, år 2010 valde man att både höja straffen för våldsbrott som även andra de brottsrubriceringen till synnerligen grov misshandel. Så sent som år 2018 tillsattes samtyckeslagen, som bygger på att sex ska vara frivilligt, annars är det olagligt.

### Teori
James W Messerschmidt menar, precis som många feminister, att sexualbrott är ett medvetet beteende bland män som en del i deras bildande av maskulinitet.
Hegemonisk maskulinitet är en teori och ett begrepp som främst utvecklats av den australiensiske sociologen Raewyn Connell och är en del av en genusvetenskaplig teori som framförallt fokuserar på män. I likhet med patriarkatsteorierna menar Connell att mäns överordning och kvinnors underordning är en central makthierarki i väst.
Enligt Jeff Hearn, är intersektion mellan män, maskulinitet och våld baserat på flera orsaker. För det första hör män till den sociala kategorin som associeras med makt, därför se mäns våld som ett uttryck för makt och kontroll som män utövar över kvinnor i samhället.

## Förebyggande åtgärder

### Screening
Inom hälsosjukvården har det ibland föreslagits att det är möjligt att införa screeningprogram mot partnervåld. I en Cochrane-översikt från 2015 som kommenterats av SBU fann man att det är osäkert om screening för partnervåld mot kvinnor leder till att fler våldsutsatta kvinnor riktas till stödinsatser eller annan behandling. Fortsatt forskning behövs för att ta reda på om screening ökar möjligheten för våldsutsatta kvinnor att få adekvat stöd. Studier som har undersökt effekt av screening mot partnervåld hade då uteslutande utförts i höginkomstländer och i sammanhang med utvecklad lagstiftning och politik i övrigt för att bekämpa våld mot kvinnor.
Screening för partnervåld mot kvinnor uppfyller inte Socialstyrelsens modell och generella bedömningskriterier för screening vilka i sin tur bygger på Världshälsoorganisationens principer för screening. Möjligheten att upptäcka problem och tillförlitligt utesluta förekomst av problem är otillräcklig. Vidare förutsätter screening att det finns en effektiv åtgärd och att undersökningen ska vara acceptabel för målgruppen, vilket inte alltid är fallet. En del kvinnor som besöker mödrahälsovården upplever obehag av att screenas och barnmorskor kan uppleva en ökad tidspress. Kvinnorna i de studier som ingick i översikten var dock positiva till att inom ramen för hälso- och sjukvården bli tillfrågade om våldsutsatthet.
Det är viktigt att långsiktigt undersöka följderna kring medvetenheten av screening för partnervåld mot kvinnor och om det leder till mer våld eller om kvinnorna inte söker vård för att slippa svara på frågan.

### Våld i ungas nära relationer
Insatser i skolan eller i samhället kan bidra till att förhindra eller minska våld i unga människors nära relationer. Ett sätt att bryta våldscirkeln är tidiga insatser för att förbättra de ungas sociala kompetens. Två lovande åtgärdsprogram för gymnasieungdomar är det amerikanska Safe Dates och det kanadensiska Fourth R, kommenterar SBU. Svenska SBU har granskat en systematisk översikt av studier som undersökt effekten av förebyggande program. Studieläget är sådant at resultaten måste tolkas med försiktighet. Åtgärdsprogrammen har utvärderats i USA, Kanada och Sydafrika och deras effekter är inte studerade under svenska förhållanden.

## Behandling

### Utsatta
Olika former av stödinsatser som samtal, information, hjälp med skyddat boende, rättegångsstöd, hjälp vid myndighetskontakt är vanligt förekommande för kvinnor som utsätts för fysiskt våld. Behandling med kognitiv beteendeterapi (KBT) används också. Det finns svagt stöd att KBT minskar risken att utsättas för våld. Det behövs mer forskning för att utvärdera effekterna av stödinsatser och terapier.

### Våldsutövare
Erfarenhet visar att de flesta vill ändra sitt våldsamma beteende och att de som söker hjälp nästan alltid är oroade och skrämda av sitt våldsamma beteende och att de ofta känner skam och skuld. Socialstyrelsen rekommenderar behandlingsmetoden "Samtal om våld" såvida inte gärningspersonen bedöms lida av ett allvarligt personlighetssyndrom, särskilt syndrom av narcissistisk och antisocial typ tas upp som en utmaning för den behandlande personalen. Metoden bedöms dock vara effektiv om gärningspersonen har EIPS.
Gällande hedersvåld är behandlingsmetoderna riktade till gärningspersoner få men försök har gjorts, enskilda behandlare har då fokuserat på att identifiera vilka i omgivningen som har starkast krav, hur de kan frigöra sig från sådana krav samt att klargöra vilka konsekvenser beteendet har för gärningspersonerna själva (likt "du slår din dotter - du hamnar i fängelse", inte "du slår din dotter - det är synd om henne"), inte olikt det förhållningssätt som används vid empatistörning.
Det finns flera olika behandlingsformer för män som brukar våld i nära relationer, framför allt: Idap (Integrated Domestic Abuse Programme) och Puls (Problemlösning Umgänge Livsmål Självkontroll).
Utväg Skaraborg har bedrivit verksamhet sedan 1996 och hälften av de som deltar är våldsfria efter ett års samtalskontakt.[källa behövs]
2018 inledde Länsstyrelsen i Stockholms län ett arbete (och webbplatsen valjattsluta.se) för att få dem som brukar våld att självmant söka hjälp för att förändra sitt beteende. Tillsammans med Länsstyrelsen i Skånes län avsåg de bedriva en telefonlinje som försöksverksamhet under två år med start i januari 2019. Sedan februari 2021 är telefonlinjen Välj att sluta nationell.

## Historia
Gifta kvinnor var enligt svensk lag omyndiga, med makarna som förmyndare, fram till 1921. Det innebar att de hade ett lagligt ansvar för deras handlingar. Ofta innebar detta att män kunde bestraffas för brott som begåtts av deras makor. Mäns lagliga rätt att disciplinera sin fru, till exempel genom aga, var troligtvis ett resultat av detta faktum. Men hustrumisshandel har ändå i många fall betraktats som ett brott. Straffet för att ertappas med att misshandla en kvinna kunde variera mellan allt från piskrapp till hängning.
I vissa samhällen, bland annat i England och Frankrike, har män som misshandlats av sina fruar hängts ut och hånats. Ett sätt var att bindas och tvingas rida på en åsna baklänges genom byn till allas åskådning.

### Lagstiftningar i Sverige
På medeltiden ingick kvinnofrid i edsöreslagarna, men den gällde främst utom relationer.
Historiskt sett har vissa svenska landskapslagar gett mannen rätt att aga sin hustru. Ertappades kvinnan vid äktenskapsbrott kunde kvinnan också riskera att dödas av mannen enligt flera landskapslagar. I 1734 års lag finns hustruaga ej omnämnd. År 1864 avskaffades husagan för vuxna och därmed var även hustruagan definitivt avskaffad.
Då brottet konstruerades som ett angivelsebrott så var det dock kvinnans ansvar att se till att mannen straffades. Alltså var det få kvinnor som åberopade sin rätt enligt bestämmelsen.
År 1921 upphävdes makens målsmanskap och husbondevälde över hustrun, det vill säga även den gifta kvinnan blir myndig. 1953 lades ett förslag på brottsbalk fram av den dåvarande Straffrättskommittén där det lyftes att kvinnor kunde utsättas för "själslig terror" (psykisk misshandel) men det ledde inte till någon brottsrubricering. År 1965 kriminaliserades våldtäkt inom äktenskapet genom att 1962 års brottsbalk trädde i kraft. Det var den första lagen som förbjöd våldtäkt specifikt inom äktenskapet. Men trots att lagen trädde i kraft 1965 dömdes ingen för inomäktenskaplig våldtäkt förrän 1984. 1980 erkände Sverige FN:s konvention om avskaffande av all diskriminering av kvinnor.
År 1998 infördes grov fridskränkning och specialfallet grov kvinnofridskränkning som brott i lagstiftningen, för att minska våldet mot kvinnor. Inom socialvården, hälso- och sjukvården samt rättsväsendet har kunskapen om dessa brott ökat under senare år. Genom myndighetssamverkan kan åklagarna med större precision föra dessa åtal till domstol under allmänt åtal. Tidigare var det vanligare att kvinnor som anmält någon närstående för misshandel ångrade sig och drog tillbaka sin anmälan. Detta är alltså inte längre möjligt. Numera kan även utomstående som misstänker att misshandel sker göra anmälan till polis eller socialtjänst. Det finns inga specifika lagar om mansfrid eller mansfridskränkning, även om grov fridskränkning tekniskt sett omfattar samma gärningar mot man eller kvinna utanför relation; syftet till särbestämmelsen om kvinnofridskränkning uppges vara främst statistisk. Det har dock ifrågasatts utifrån gängse normer om straffmätning (jmfr. three strikes-lagar), samt vilket socialt stigma som följer av dom för den innehållsmässigt likalydande rubriceringen som för kvinnofridskränkning. Jämförelsevis lagförs exempelvis inte en vuxen som misshandlar en minderårig för barnmisshandel, utan misshandeln lagförs och sparas i belastningsregister som generisk misshandel (även om straffet i ljuset av styrkeasymmetrin möjligtvis blir hårdare). Att en brottsrubricering i namnet är utformad efter val av offer är närmast unikt och ses återkommande som tveksamt utifrån den gängse normen om likhet inför lagen. Brottet har även kritiserats från att kunna omfatta incidenter som inte enskilt prövats enligt ordinarie straffrättsliga normer eller ens är olagliga (ex. ett hånfullt tillmäle) som kumuleras till brottet grov (kvinno)fridskränkning, vilket skulle vara i direkt strid med legalitetsprincipen.
Under 2005 inledde riksåklagaren en undersökning om varför endast fyra av tio polisanmälda fall av grova kvinnofridsbrott leder till åtal och varför det finns geografiska skillnader i lagföring mellan olika åklagarkammare. Under 2004 polisanmäldes 2 068 fall av grov kvinnofridskränkning, av vilka åklagarna lagförde 807 medan resten avskrevs efter polisens utredningar. Även 2003 utgjorde andelen av åklagare lagförda brott mot lagen om kvinnofrid 39 procent. 
Psykisk misshandel kan bli en egen brottsrubricering i närtid (2024), bl.a. baserat på ett förbättrat forskningsläge.